# 아나 폴보로사
아나 폴보로사(Ana Polvorosa, 1987년 12월 14일 ~ )는 스페인의 배우이다.

## 출연 작품
- 피엘레스 (2017)
- 잇 마이 쉣 (2015)
- 마이 빅 나이트 (2015)
- 마더스 러브 (2013)
- 포르노 아티스트 (2011)
- 앵자이어티 (2009)
- 섹스, 파티 그리고 거짓말 (2009)